# Liste des monuments historiques protégés en 1895
Cet article recense les monuments historiques français classés en 1895.

## Protections
| Édifice                                  | Commune                     | Département    | Région                  | Protection | Base Mérimée                         | Coordonnées                        | Image |
| ---------------------------------------- | --------------------------- | -------------- | ----------------------- | ---------- | ------------------------------------ | ---------------------------------- | ----- |
| Église Saint-Pierre-et-Saint-Paul        | Brienne-le-Château          | Aube           | Grand Est               | classé     | « PA00078065 », notice no PA00078065 | 48° 23′ 51″ nord, 4° 32′ 21″ est   |       |
| Église de l'Assomption-de-la-Vierge      | Pont-Sainte-Marie           | Aube           | Grand Est               | classé     | « PA00078187 », notice no PA00078187 | 48° 19′ 10″ nord, 4° 05′ 58″ est   |       |
| Remparts de La Couvertoirade             | La Couvertoirade            | Aveyron        | Occitanie               | classé     | « PA00094009 », notice no PA00094009 | 43° 55′ 45″ nord, 3° 17′ 20″ est   |       |
| Église Saint-Germain                     | Cintheaux                   | Calvados       | Normandie               | classé     | « PA00111228 », notice no PA00111228 | 49° 03′ 57″ nord, 0° 17′ 01″ ouest |       |
| Palais du duc Jean-de-Berry              | Bourges                     | Cher           | Centre-Val de Loire     | classé     | « PA00096735 », notice no PA00096735 | 47° 04′ 30″ nord, 2° 24′ 15″ est   |       |
| Église Saint-Martin de Tayac             | Les Eyzies-de-Tayac-Sireuil | Dordogne       | Nouvelle-Aquitaine      | classé     | « PA00082538 », notice no PA00082538 | 44° 56′ 06″ nord, 1° 02′ 25″ est   |       |
| Église Saint-Georges                     | Urschenheim                 | Haut-Rhin      | Grand Est               | classé     | « PA00085726 », notice no PA00085726 | 48° 04′ 50″ nord, 7° 29′ 28″ est   |       |
| Pierre aux Moines                        | Clamart                     | Hauts-de-Seine | Île-de-France           | classé     | « PA00088096 », notice no PA00088096 | 48° 47′ 47″ nord, 2° 15′ 17″ est   |       |
| Chapelle Sainte-Catherine                | Hombourg-Haut               | Moselle        | Grand Est               | classé     | « PA00106787 », notice no PA00106787 | 49° 07′ 39″ nord, 6° 46′ 28″ est   |       |
| Église Saint-Georges de Roncourt         | Roncourt                    | Moselle        | Grand Est               | classé     | « PA00106978 », notice no PA00106978 | 49° 12′ 01″ nord, 6° 03′ 07″ est   |       |
| Église Saint-Laurent                     | Verneuil                    | Nièvre         | Bourgogne-Franche-Comté | classé     | « PA00113049 », notice no PA00113049 | 46° 51′ 37″ nord, 3° 34′ 57″ est   |       |
| Église Saint-Martin de Noël-Saint-Martin | Villeneuve-sur-Verberie     | Oise           | Hauts-de-France         | classé     | « PA00114958 », notice no PA00114958 | 49° 16′ 31″ nord, 2° 40′ 48″ est   |       |
| Fontaine de Chas                         | Chas                        | Puy-de-Dôme    | Auvergne-Rhône-Alpes    | classé     | « PA00091957 », notice no PA00091957 | 45° 44′ 50″ nord, 3° 18′ 26″ est   |       |
| Église Notre-Dame de La Neuville         | Corbie                      | Somme          | Hauts-de-France         | classé     | « PA00116123 », notice no PA00116123 | 49° 55′ 13″ nord, 2° 29′ 42″ est   |       |
| Allée couverte de Copierres              | Montreuil-sur-Epte          | Val-de-Marne   | Île-de-France           | classé     | « PA00080132 », notice no PA00080132 | 49° 10′ 14″ nord, 1° 41′ 10″ est   |       |
| Dolmen de la Table                       | Noirmoutier-en-l'Ile        | Vendée         | Pays de la Loire        | classé     | « PA00110183 », notice no PA00110183 | 47° 00′ 31″ nord, 2° 15′ 45″ ouest |       |
| Dolmen de la Pointe de l'Herbaudière     | Noirmoutier-en-l'Ile        | Vendée         | Pays de la Loire        | classé     | « PA00110184 », notice no PA00110184 | 47° 00′ 31″ nord, 2° 15′ 45″ ouest |       |
| Musée Rupert-de-Chièvres                 | Poitiers                    | Vienne         | Nouvelle-Aquitaine      | classé     | « PA00105652 », notice no PA00105652 | 46° 35′ 02″ nord, 0° 21′ 36″ est   |       |